# 日本國鐵KiHa54型柴聯車
日本國鐵KiHa54型柴聯車是日本國有鐵道 （JNR）于1986年建造的柴聯車。本型車針對不同氣候，有不同的子型：四國所用的車型為KiHa54-1型，而北海道所用的是KiHa54-501型。

## 簡介
在1987年日本國鐵私有化前夕，已經預期到北海道、四國、九州三地將來經營會有困難。這些地方的非電氣化路線比例很高，乘客不多，而用於普通車的車輛大多已經老舊。考慮到民營化後此三島上的旅客鐵道公司所面臨的地理和經濟狀況，以及現有設施問題，因此獲得國家鐵路最後一個年度的預算，製造替換用車輛以減輕將來的負擔。
據此計畫，設計了車體長為21公尺的柴油客車，並針對北海道設計寒帶氣候車型，為四國設計溫暖氣候車型，由富士重工與新潟鐵工所製造41輛。本型車使用不鏽鋼製造的輕量化車體，為應付大坡度與積雪的路線而裝置兩部柴油引擎，依據各地的需要選擇不同的設備，轉向架、變速機、駕駛臺等方面則再利用回收的零件。設計時考慮了零件的共通性與成本問題。。

## 規格
本型車車長21公尺，使用不銹鋼車身，兩端各有駕駛室與兩扇門，駕駛室較低以便在司機員在單人操作過程中可監控乘客上下車。
每輛車裝有兩部新潟鐵工所製造的直列6缸柴油發動機DMF13HS（250 PS / 1,900 rpm），定額總輸出為500 PS。帶有渦輪增壓器的直噴式引擎具有良好的啟動性和熱效率，維護性也得到了改善。
變速機是舊型車輛（例如KiHa 20系）所使用的TC-2A形或DF115A形單速直聯式變速器，沒有內置的倒檔功能，但對應於出力較大的引擎進行了強化修改。轉向架採用更新的DT22型，其他零件也大量採用舊車輛的零件。最高時速與舊型柴油客車一樣為95公里。

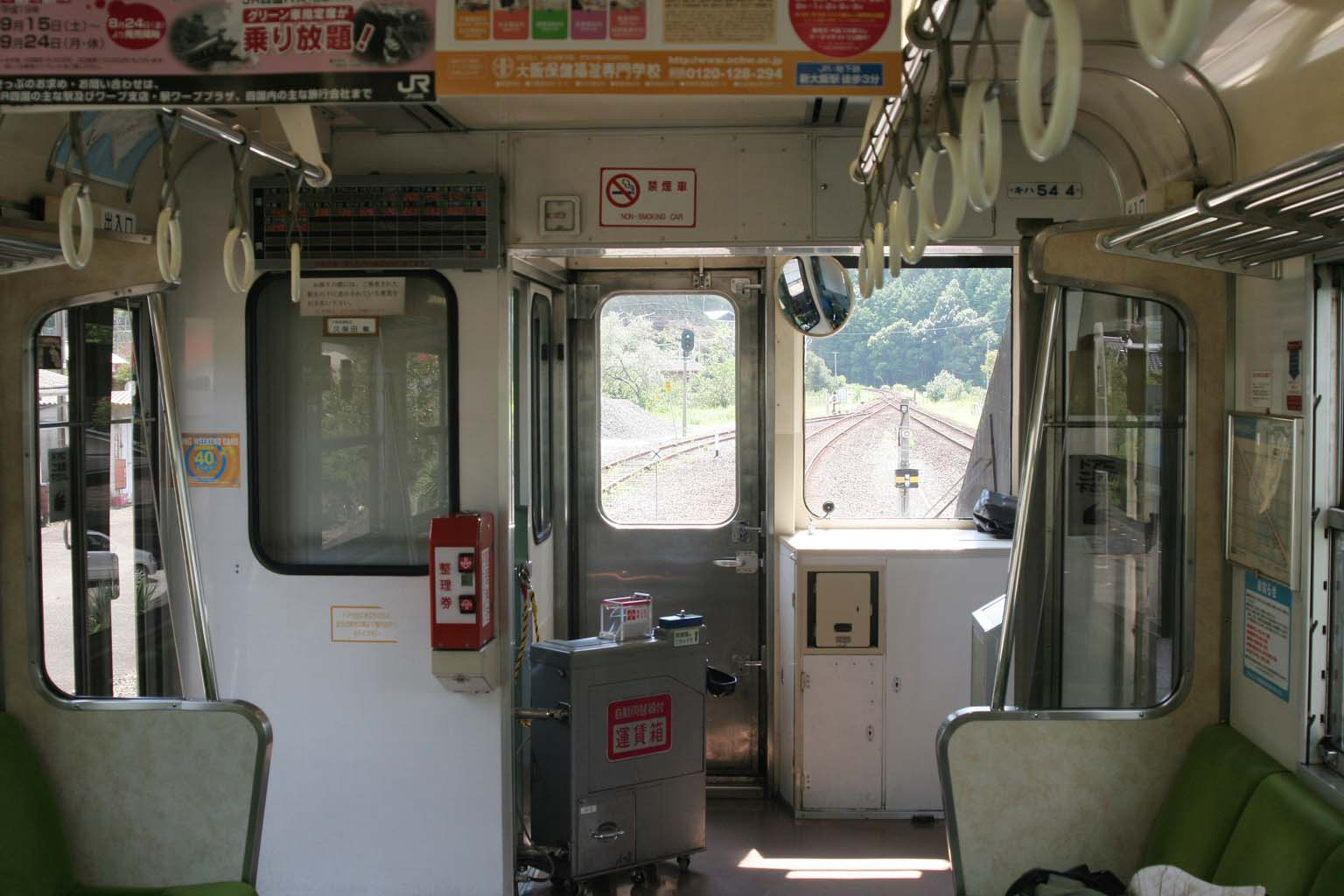
KiHa 54-4 的駕駛室（2007年9月2日）
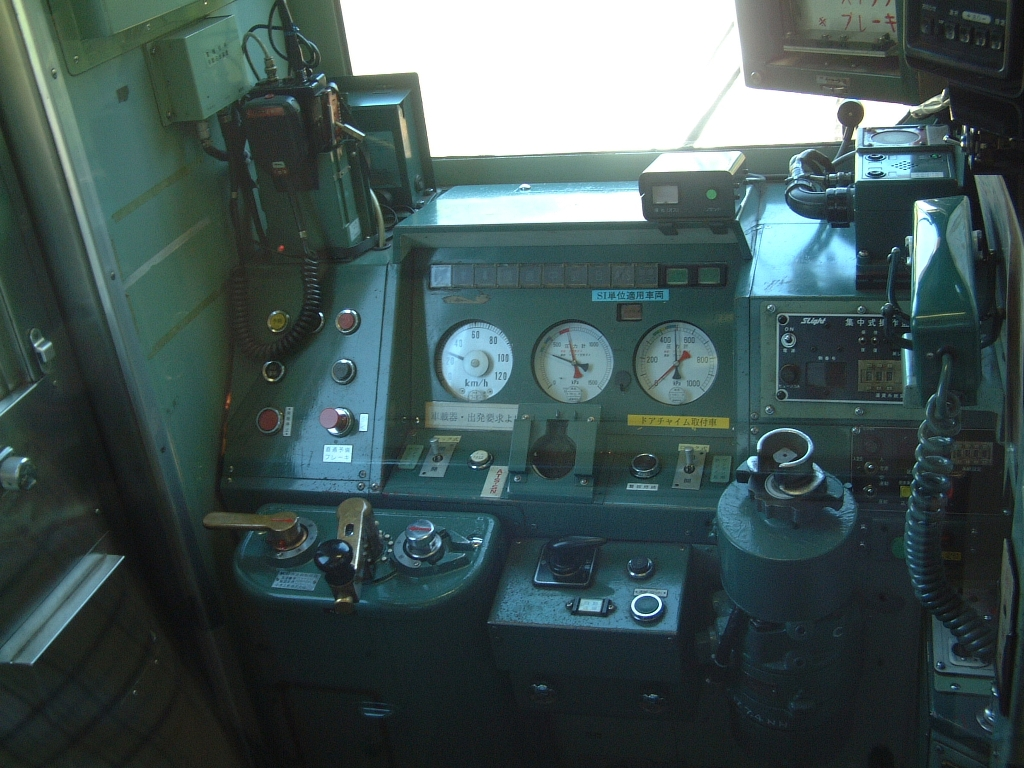
KiHa 54 500形的駕駛臺（2005年9月23日）

### KiHa 54 0形（四國用）
四國的予讚本線與土讚本線經過四國山地，路線坡度大，需要大出力的車輛。本型車於1987年製造12輛（車號1-12），用於四國島內的區域運輸，重視短途運輸的容量和營運成本。
窗戶為大型的兩段式窗戶，車門是900毫米寬的折疊門，採用巴士使用的自動開關機制，並且配備有速度感應門鎖，可在開車與停車時自動鎖定和解鎖。
車廂內座位為縱向配置，使用與Kiha 38型相同的桶形座椅但每3至5人在座位之間設置一塊分隔板（也可作為扶手），用以劃分座位。車內沒有洗手間。採用巴士使用的空調設備，由柴油引擎直接驅動壓縮機。

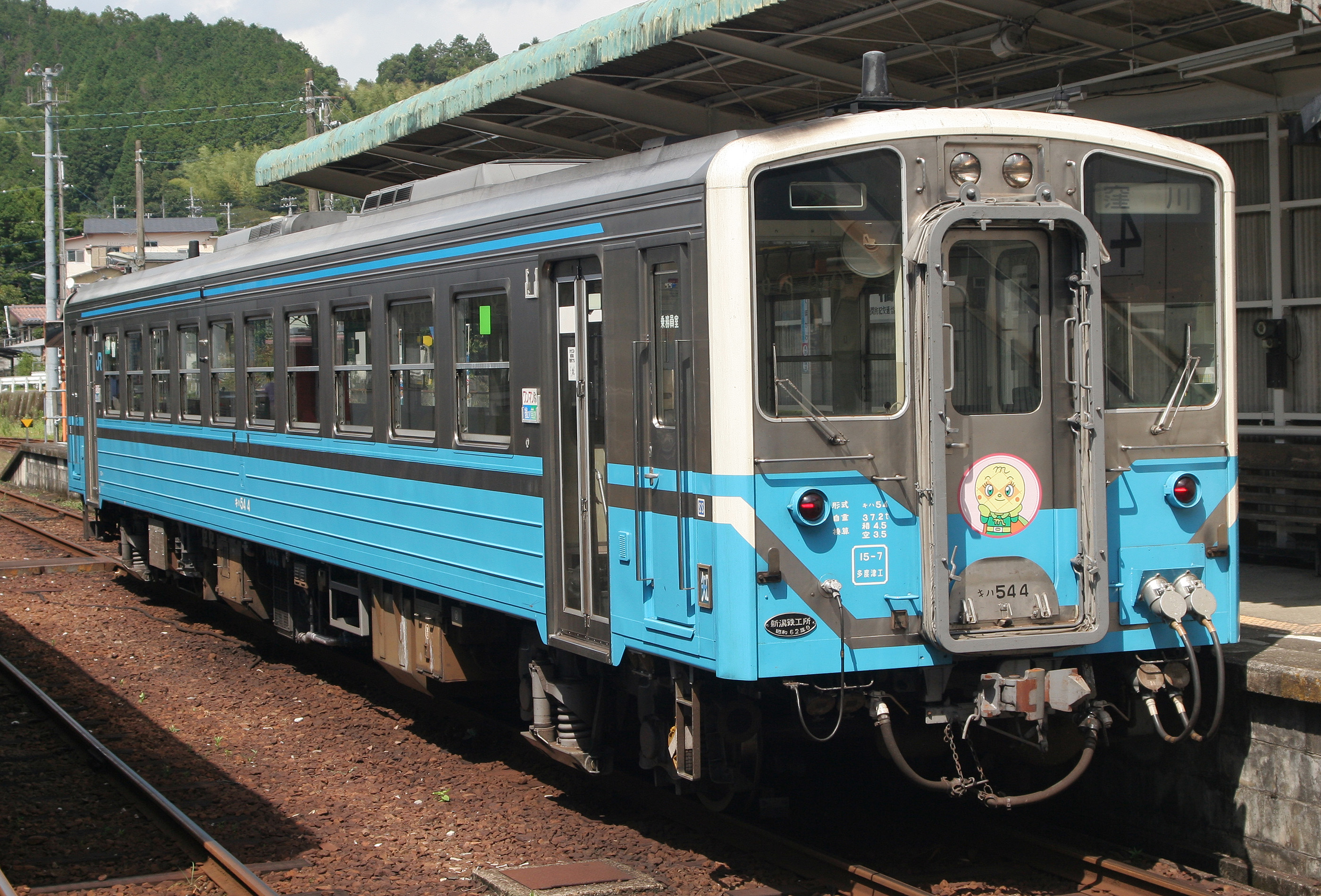
JR四國塗裝的KiHa 54系0形（2007年9月2日 窪川站）
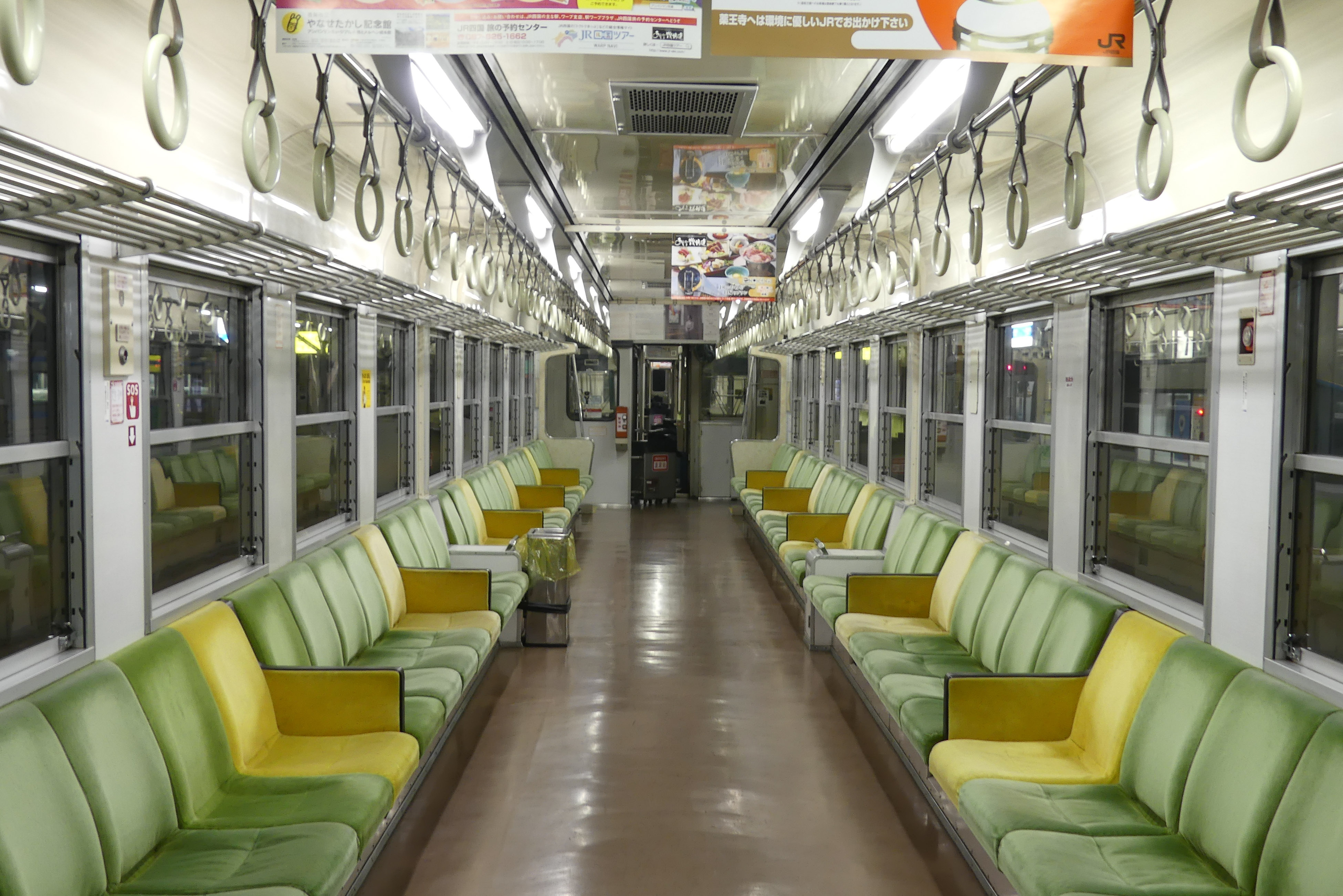
KiHa 54系0形的長條座椅（2019年1月4日）

### KiHa 54 500形（北海道用）
因應北海道的酷寒氣候，於1986年製造29輛（車號501-529）。由於北海道的非電氣化路線在冬季時有大雪且班次不多，設計時注意車輛的自行除雪機能與抗凍措施，並於駕駛室下方安裝除雪或與動物的排障器。
車窗為較小的一段式窗戶，車門為寬度為850毫米的滑動門，裝有熱水加熱器，利用發動機的餘熱作為防凍措施。車門開閉為半自動，由門的側面之按鈕控制。車廂內有隔板，將車門（玄關）與客室分隔開來。隔板的上半部為玻璃製，以便司機員在單人操作時可觀看車內情形。最初車內座椅配置混合縱向長條座椅與橫排座椅。橫排座椅有獨立頭枕，類似於公共汽車座椅。
因為運轉距離較長，車內設有盥洗室，最初採用日式馬桶，後來改裝為西式循環式馬桶，汙物箱設於地板上方，水箱則安裝在車頂。車內無冷氣但安裝有風扇，暖氣系統由引擎冷卻器供熱。
雖然設計上可以僅靠一部引擎行駛（夏季不需要除雪，可節省成本），但考慮到行駛路線的狀況，營運時還是使用兩部引擎。轉向架為DT22F型。

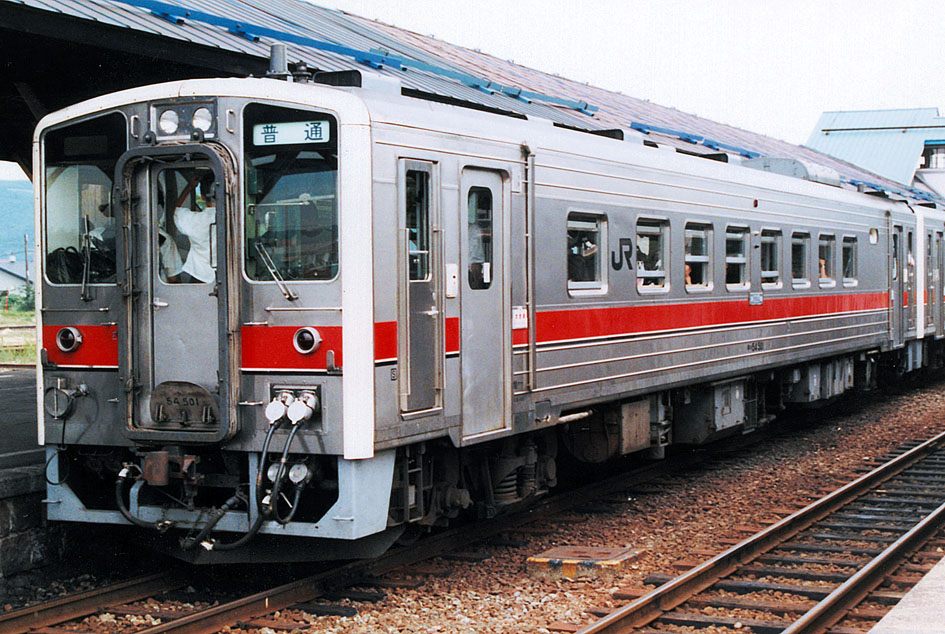
KiHa 54 501 （1990年）
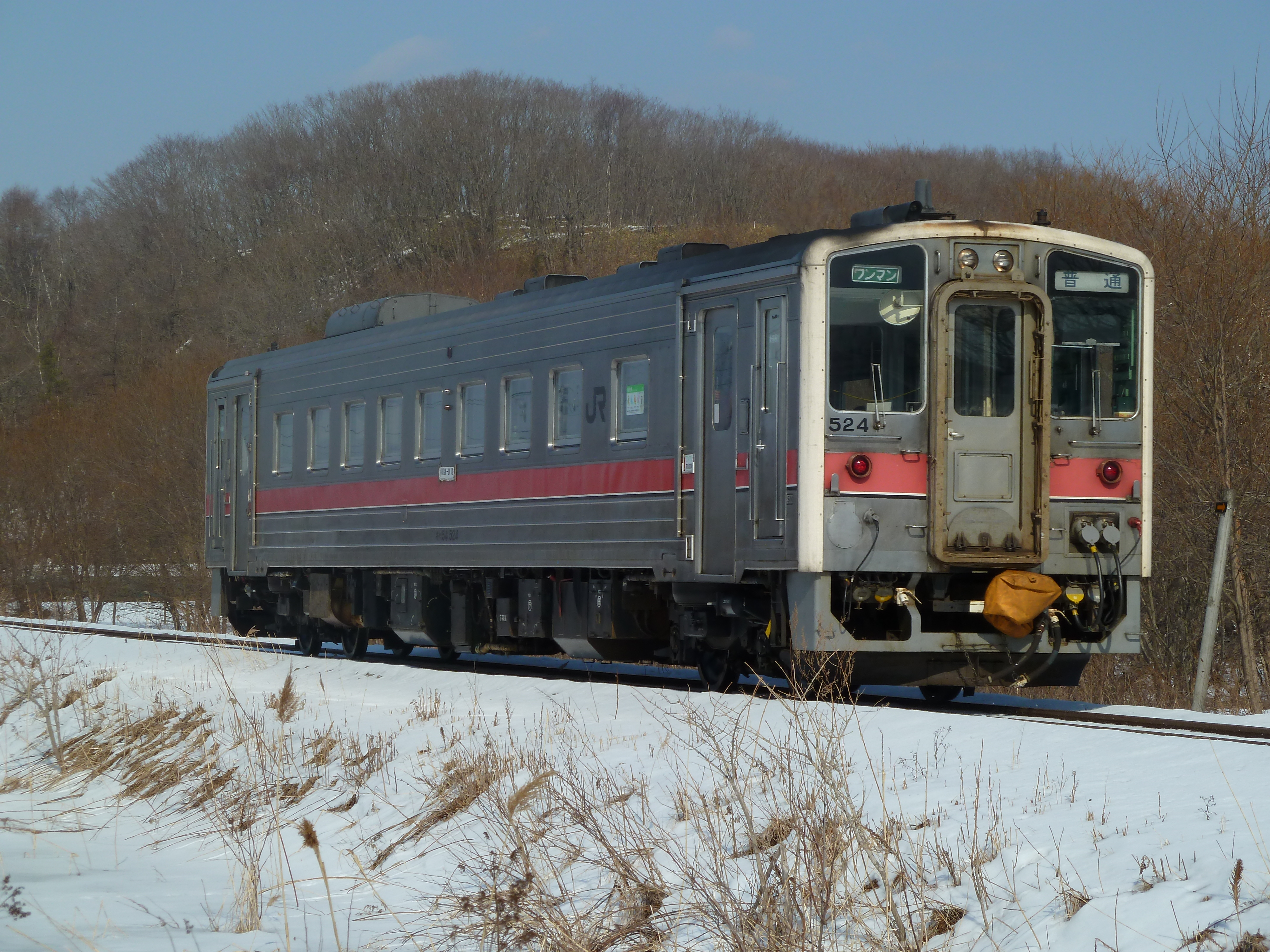
KiHa 54 524 更換轉向架後（2011年2月22日 / 釧網本線東釧路站 - 遠矢站間）
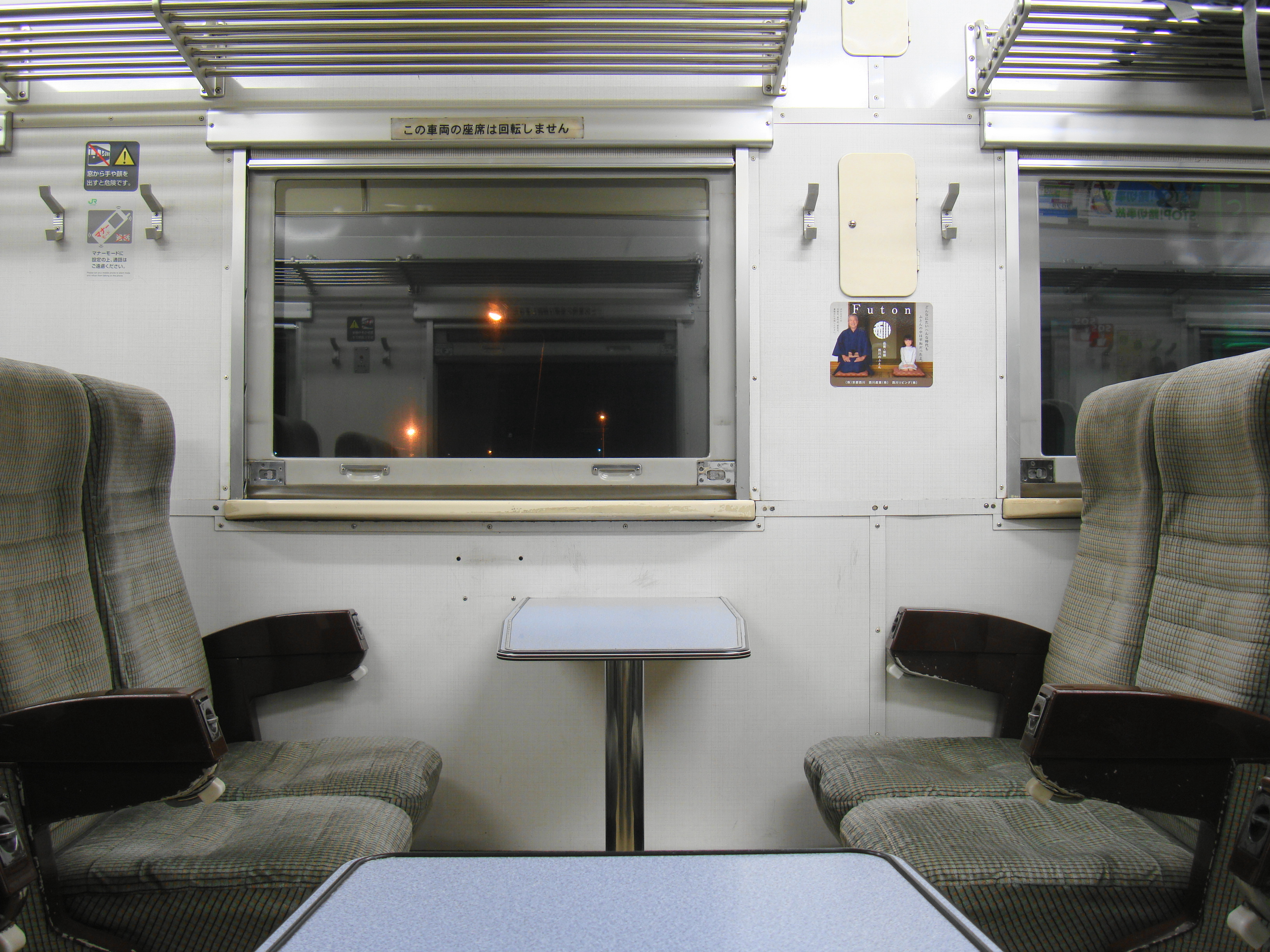
座椅之間有小桌（2012年10月18日）
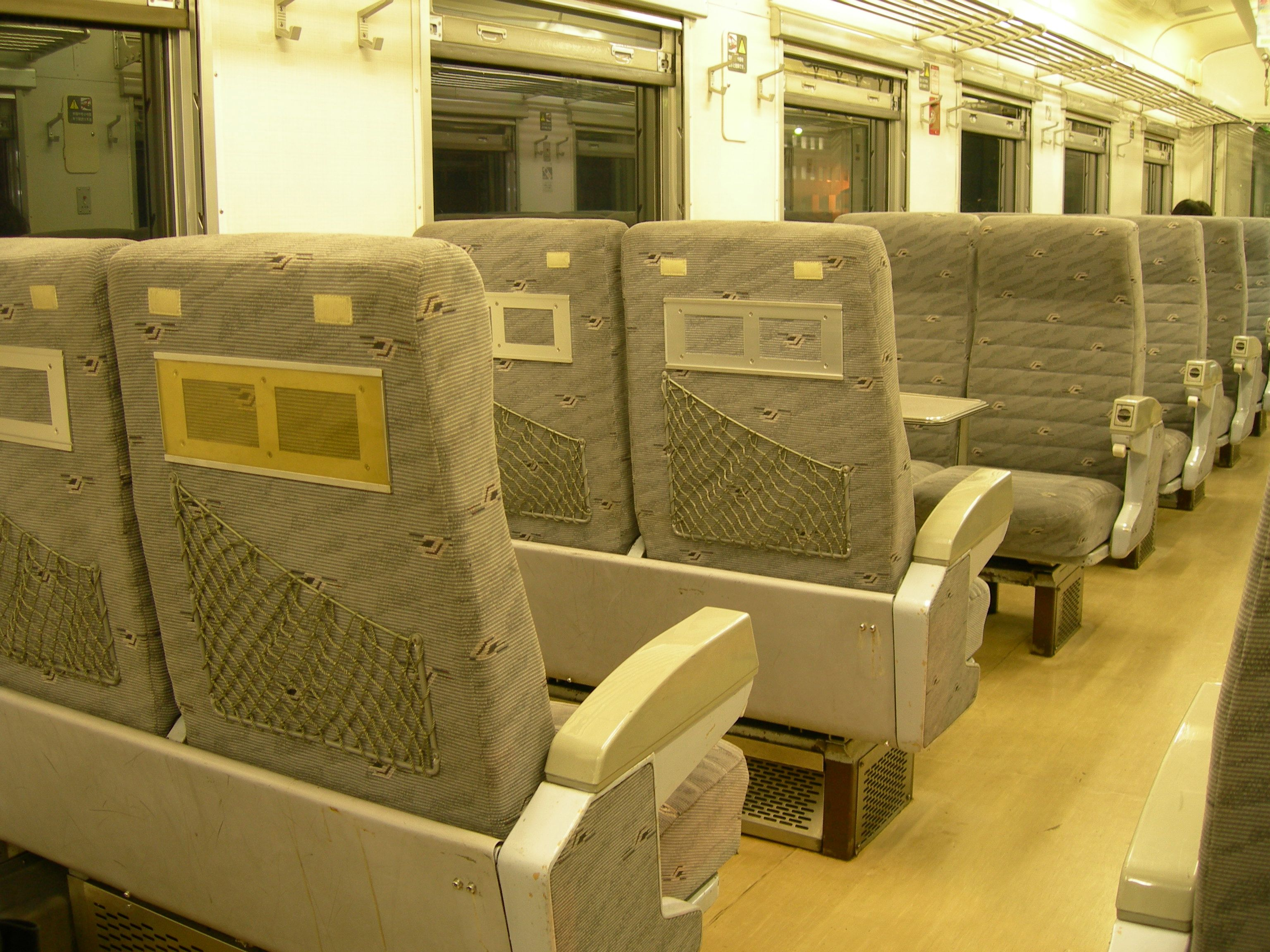
簡易可傾斜椅背座椅 （2009年9月18日）
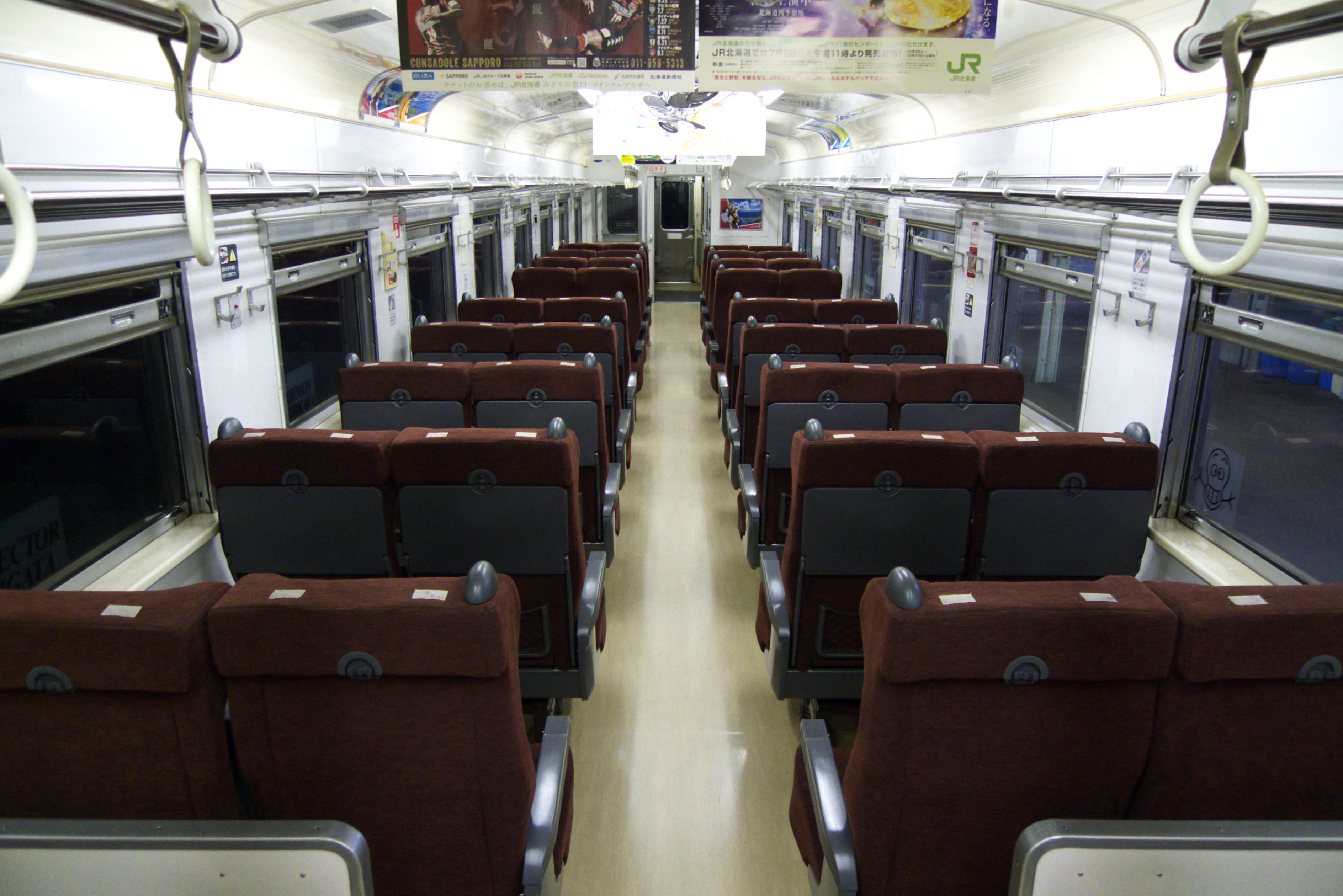
與789系1000形相同類型的椅背可傾斜座椅（KiHa54 522，2013年8月22日）

## 附註
1. ↑  由於使用了輕量化的不鏽鋼車體與新型引擎，與舊型柴油客車（例如KiHa40型）比較，燃油效率和行駛性能得到了改善。